# Saint-Sauveur-la-Pommeraye
Saint-Sauveur-la-Pommeraye ist eine französische Gemeinde mit 401 Einwohnern (Stand 1. Januar 2022) im Département Manche in der Region Normandie. Sie gehört zum Kanton Bréhal und zum Arrondissement Avranches. 
Sie grenzt im Nordwesten an Hudimesnil, im Norden an Le Loreur, im Osten an La Meurdraquière, im Süden an Folligny und im Westen an Saint-Jean-des-Champs.

## Bevölkerungsentwicklung
| Jahr      | 1962 | 1968 | 1975 | 1982 | 1990 | 1999 | 2008 | 2018 |
| --------- | ---- | ---- | ---- | ---- | ---- | ---- | ---- | ---- |
| Einwohner | 335  | 306  | 241  | 247  | 272  | 272  | 309  | 393  |

## Sehenswürdigkeiten

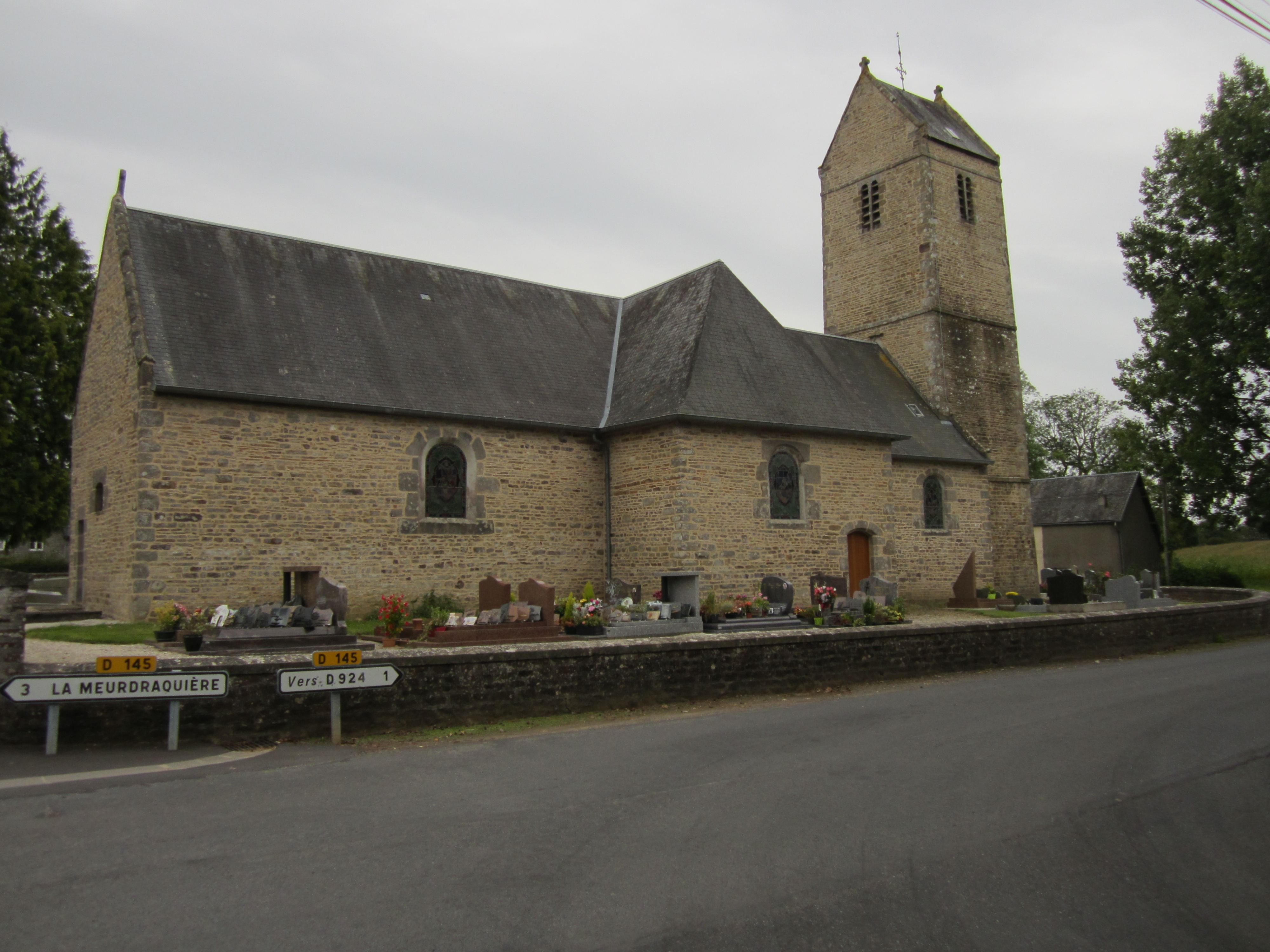
Kirche Saint-Sauveur

- Kirche Saint-Sauveur